# Застава Чилеа
Застава Чилеа састоји се од две хоризонталне траке црвене и беле боје подједнаке ширине. На белом пољу, у горњем левом углу се налази плави квадрат са белом петокраком у центру која представља водиљу напретка и части. Плава је симбол неба а бела снегом покривених Анда. Црвена представља крв проливену у борби за независност. 